# تمنك السفلي (سبيدار)
تمنك السفلی (بالفارسية: تمنک سفلی) هي قرية تقع في إيران في قسم سبیدار الريفي. يقدر عدد سكانها بـ 47 نسمة بحسب إحصاء 2016.